# Aphanosperma
- Commons
- Wikispecies

Aphanosperma T.F.Daniel, segundo o Sistema APG II, é um gênero botânico da família Acanthaceae.
A única espécie do gênero é nativa do sudoeste do México.

## Espécies
O gênero apresenta uma única espécie:
- Aphanosperma sinaloensis (Leonard & Gentry) T.F.Daniel

## Classificação do gênero
| Sistema | Classificação                       | Referência            |
| ------- | ----------------------------------- | --------------------- |
| APG II  | Ordem Lamiales, família Acanthaceae | APweb, versão 9, 2008 |